# Giallo classico
(Maxime Chastaing, La casa del delitto)

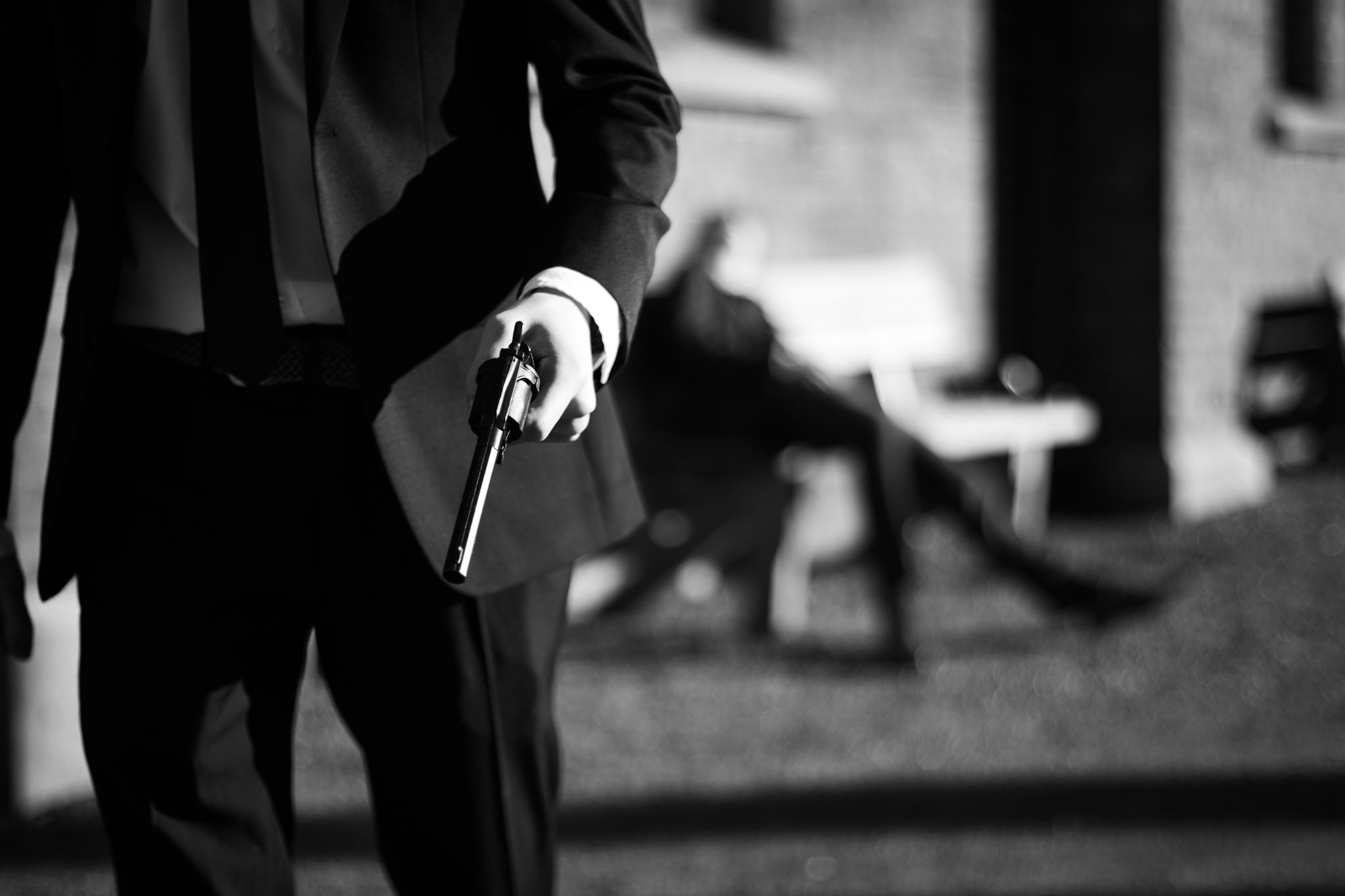
I casi di omicidio sono spesso al centro dei gialli "classici"

Il giallo classico, definito anche giallo deduttivo, giallo ad enigma o più raramente whodunit, contrazione dell'inglese Who has done it? (Chi l'ha fatto?), rappresenta il tipo più tradizionale del giallo: un investigatore scopre l'autore di un delitto in base a indizi più o meno nascosti e fuorvianti, generalmente all'interno di una ristretta cerchia di personaggi. Un sottogenere del Giallo classico è l'Enigma della camera chiusa nel quale il delitto si è svolto in un luogo "impossibile" come una stanza sigillata dall'interno.
Il giallo classico prevede che per il lettore sia possibile arrivare alle medesime conclusioni logiche dell'investigatore e quindi individuare il colpevole, analizzando gli stessi indizi sui quali l'investigatore costruisce le proprie deduzioni, ossia questo genere di giallo si presenta come una "sfida al lettore" che, per essere equa, deve rispettare il famoso decalogo di Ronald Knox (1929).

## Autori
Il capostipite di questo genere letterario è senza dubbio Edgar Allan Poe con il racconto "I delitti della Rue Morgue" ("The Murders in the Rue Morgue"), dove Auguste Dupin, il protagonista, risolve un caso apparentemente inspiegabile. Tra gli autori di gialli classici ci sono Émile Gaboriau, Arthur Conan Doyle, Edgar Wallace, Agatha Christie, Rex Stout, S. S. Van Dine, Josephine Tey, Erle Stanley Gardner, Dorothy L. Sayers, Ellery Queen, Cecil Street, Mignon G. Eberhart, Earl Derr Biggers, Eden Phillpotts, Jacques Futrelle, Freeman Wills Crofts, Margaret Millar, Thomas Burke, Mary Roberts Rinehart, Margery Allingham, Anna Katharine Green, Anthony Berkeley, Henry Wade, Patrick Quentin, R. Austin Freeman, John Rhode, Ngaio Marsh, Rufus King, Patricia Wentworth, Henry Kane, Stuart Palmer, Kay Cleaver Strahan, Helen Reilly, Baynard Kendrick, Alfred Walter Stewart, Christianna Brand, C.H.B. Kitchin, Raymond Postgate, Philip MacDonald, Ross Macdonald, Dorothy Cameron Disney, Leo Bruce e Adler James Stark;

## Storia
Il periodo d'oro del giallo classico va da circa il 1920, l'anno della pubblicazione di Poirot a Styles Court,  il primo romanzo di Agatha Christie, e de I tre segugi di Freeman Wills Crofts, al 1940. Tuttavia anche in tempi recenti il giallo deduttivo, spesso anche con ambientazione storica, continua ad avere successo, come dimostrano le storie pubblicate da Paul Halter, Elizabeth George, Peter Lovesey, Harold Schechter, Paul Harding, Cynthia Peale, Paul Doherty, Anne Perry, Dorothy Simpson, Margaret Doody, Lilian J. Brown, Gōshō Aoyama e P. D. James.